# Donashano Malama
Donashano Malama (Chililabombwe, 1 de setembro de 1991) é um futebolista profissional zambiano que atua como defensor.

## Carreira
Donashano Malama representou o elenco da Seleção Zambiana de Futebol no Campeonato Africano das Nações de 2015.